# Miyake Mitsuyuki
 (mai 2017).
Mitsuyuki Miyake (三宅 光幸 - みやけ みつゆき), né le 2 octobre 1980 dans la préfecture de Okayama (au Japon) est le chanteur et compositeur du groupe J-pop Mihimaru_GT.